# 杏林短期大学
杏林短期大学（きょうりんたんきだいがく、英語: Kyorin College）は、東京都三鷹市新川6-20-2に本部を置いていた日本の私立大学である。1966年に設置され、1982年に廃止された。大学の略称は杏林短大。

## 概要

### 大学全体
- 東京都三鷹市に所在した日本の私立短期大学で、設置主体は学校法人杏林学園[2]。
- 1966年に学科数1、入学定員40名体制[3]で開学。1968年度以降は、入学定員120名体制、1973年度より修業年限3年制となる。
- 1978年度の入学生を最後に[注釈 1]、1982年に短期大学としての使命を終える[5]。

### 建学の精神（校訓・理念・学是）
- 杏林短期大学における建学の精神：「科学者としての実証精神を育成するとともに社会人としての広い識見と円満な人格を涵養し、卓越した技術者を育成し、医学を通じて社会の向上に資することを使命とする」[6]

### 教育および研究
- 臨床検査技師の養成を執り行っていた。

### 学風および特色
- 医療法人財団杏林会により設置されたすなわち医療機関が創設した短期大学である[6]。

## 沿革
- 1966年
  - 1月25日 左記を以て文部省[注 2]より短期大学の設置が認可される[7]。
  - 4月1日 杏林学園短期大学（きょうりんがくえんたんきだいがく）として以下の学科体制にて開学[8]。
    - 衛生技術科 入学定員40名

  - 5月1日 学生数/定員
    - 衛生技術科 63[注 3]/40
- 1968年
  - 4月1日 衛生技術科の入学定員を40[9]→120[10]に増員t[11]。
  - 5月1日 学生数[12]/定員
    - 衛生技術科 293[注 4]/160
- 1973年
  - 4月1日 杏林短期大学と改称、修業年限が3年になる[13]。
- 1978年
  - 4月1日 この年度で最後の学生募集となる[注釈 1]。
  - 5月1日 学生数[14]/定員
    - 衛生技術科 427[注 5]/360
- 1979年
  - 5月1日 学生数[15]/定員
    - 衛生技術科 273[注 6]/240
- 1980年
  - 5月1日 学生数[16]/定員
    - 衛生技術科 139[注 7]/120
- 1981年
  - 5月1日 学生数[17]/定員
    - 衛生技術科 男1/-
- 1982年
  - 3月31日 左記を以て正式に廃止[5]。

## 基礎データ

### 所在地
- 東京都三鷹市新川6-20-2

### 象徴
- 杏林短期大学のカレッジマークは右記資料を参照[6]。

## 教育および研究

### 組織

#### 学科
- 衛生技術科 入学定員120名[注 8]

#### 専攻科
- なし

#### 別科
- なし

#### 取得資格について
- 臨床検査技師受験資格が得られるシステムとなっていた[19]。

## 学生生活

### 学園祭
- 杏林短期大学の学園祭は、杏林大学と同様に「杏祭」と呼ばれていた。

## 施設

### キャンパス
- キャンパスは、医学部と同じ構内に置かれるようになった。

## 対外関係

### 系列校
- 杏林大学

## 卒業後の進路について

### 就職について
- 臨床検査技師として、病院や医療施設、製薬会社などに勤務した人が多かった。